# Callionymus superbus
Callionymus superbus là một loài cá biển thuộc chi Callionymus trong họ Cá đàn lia. Loài này được mô tả lần đầu tiên vào năm 1983.

## Phân bố và môi trường sống
C. superbus được tìm thấy ở khắp Indonesia. Chúng sống trên đáy cát gần bờ, được thu thập ở độ sâu khoảng 25 m trở lại.

## Mô tả
Chiều dài lớn nhất được ghi nhận ở C. superbus là khoảng 30 cm. Loài cá này thường vùi mình trong cát và hoạt động khi thủy triều thay đổi hoặc vào lúc chạng vạng. Chúng có thể bơi theo cặp hoặc sống đơn độc.